# Питкярантский район
Питкяра́нтский район — административно-территориальная единица в Республике Карелии Российской Федерации. В границах района образован Питкярантский муниципальный округ (с 2004 до 2023 гг. — муниципальный район).
Административный центр — город Питкяранта.

## География

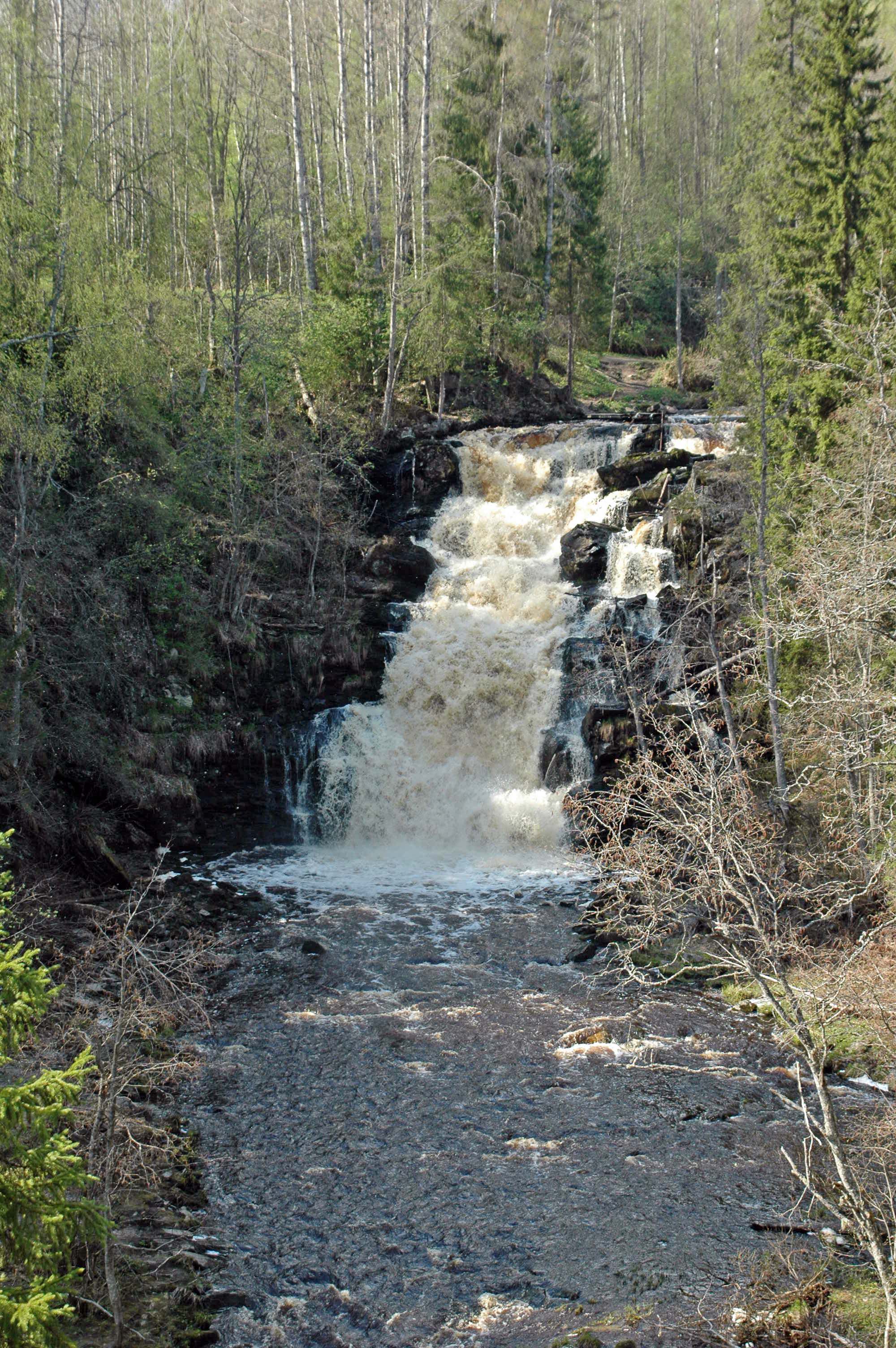
Водопад Юканкоски

Район расположен в юго-западной части Республики Карелия вдоль северо-восточного побережья Ладожского озера.
Питкярантский район приравнен к районам Крайнего Севера.
Граничит с другими районами Республики Карелии:
- Суоярвский район
- Пряжинский район
- Олонецкий район
- Сортавальский район

### Климат
Климат мягкий, умеренно континентальный, с чертами морского. Средняя температура января −9.4 °C, июля +16.1 °C.

## История
9 июля 1940 года был образован Питкярантский район с административным центром в Салми, в 1944 году центр перенесен в Импилахти, с 1952 года административный центр района — Питкяранта.
23 мая 1957 года — упразднение Питкярантского района. Вся территория района распределена между Сортавальским и Олонецким районами.
Повторное образование Питкярантского района произошло 26 декабря 1966 года.

## Население
| 1970    | 1979    | 1989    | 2002    | 2009    | 2010    | 2011    | 2012    | 2013    |
| ------- | ------- | ------- | ------- | ------- | ------- | ------- | ------- | ------- |
| 24 813  | ↗27 154 | ↗27 177 | ↘10 497 | ↗22 054 | ↘19 895 | ↗19 916 | ↘19 558 | ↘19 229 |
| 2014    | 2015    | 2016    | 2017    | 2018    | 2019    | 2020    | 2021    | 2023    |
| ↘18 888 | ↘18 490 | ↘18 249 | ↘18 042 | ↘17 768 | ↘17 390 | ↘17 153 | ↘15 230 | ↘14 735 |

Согласно прогнозу Минэкономразвития России, численность населения будет составлять:
- 2024 — 16,82 тыс. чел.
- 2035 — 14,76 тыс. чел.

### Урбанизация
В городских условиях (город Питкяранта) проживают 54.93 % населения района.

### Национальный состав
По итогам переписи населения 2020 года проживали следующие национальности (национальности менее 0,1 % и другое, см. в сноске к строке «Другие»):
| Национальность | Численность, чел. | Доля     |
| -------------- | ----------------- | -------- |
| Русские        | 13 120            | 86,15 %  |
| Карелы         | 599               | 3,93 %   |
| Белорусы       | 485               | 3,18 %   |
| Украинцы       | 220               | 1,44 %   |
| Финны          | 157               | 1,03 %   |
| Татары         | 110               | 0,72 %   |
| Вепсы          | 44                | 0,29 %   |
| Поляки         | 32                | 0,21 %   |
| Азербайджанцы  | 29                | 0,19 %   |
| Узбеки         | 19                | 0,12 %   |
| Другие         | 415               | 2,74 %   |
| Итого          | 15 230            | 100,00 % |

## Населённые пункты
В районе 36 населённых пунктов (в том числе 7 населённых пунктов в составе города или посёлков).
| №  | Населённый пункт      | Тип     | Население | Бывшее муниципальное образование  |
| -- | --------------------- | ------- | --------- | --------------------------------- |
| 1  | Алатту                | деревня | ↘36       | Харлуское сельское поселение      |
| 2  | Вуорилампи            | деревня | →0        | Импилахтинское сельское поселение |
| 3  | Импилахти             | посёлок | ↘664      | Импилахтинское сельское поселение |
| 4  | Кавгозеро             | деревня | ↘3        | Салминское сельское поселение     |
| 5  | Карку                 | деревня | →10       | Салминское сельское поселение     |
| 6  | Керисюрья             | деревня | ↘58       | Ляскельское сельское поселение    |
| 7  | Кирккоёки             | деревня |           | Салминское сельское поселение     |
| 8  | Кирконкюля            | деревня | ↗8        | Импилахтинское сельское поселение |
| 9  | Кителя                | деревня | ↗1        | Импилахтинское сельское поселение |
| 10 | Ковайно               | деревня | →0        | Салминское сельское поселение     |
| 11 | Койриноя              | деревня | ↘89       | Питкярантское городское поселение |
| 12 | Леппясилта            | деревня | ↘36       | Импилахтинское сельское поселение |
| 13 | Ляскеля               | посёлок | ↘2888     | Ляскельское сельское поселение    |
| 14 | Мансила               | деревня | ↘88       | Салминское сельское поселение     |
| 15 | Метсякюля             | деревня | →4        | Импилахтинское сельское поселение |
| 16 | Мийнала               | деревня |           | Салминское сельское поселение     |
| 17 | Орусъярви             | деревня | →13       | Салминское сельское поселение     |
| 18 | острова Лункулансаари | деревня |           | Салминское сельское поселение     |
| 19 | острова Мантсинсаари  | деревня | ↘1        | Салминское сельское поселение     |
| 20 | Пауссу                | деревня | →0        | Ляскельское сельское поселение    |
| 21 | Питкяранта            | город   | ↘8094     | Питкярантское городское поселение |
| 22 | Погранкондуши         | деревня | ↗33       | Салминское сельское поселение     |
| 23 | Рауталахти            | деревня | ↘389      | Харлуское сельское поселение      |
| 24 | Ряймяля               | деревня | ↘491      | Салминское сельское поселение     |
| 25 | Салми                 | посёлок | ↘2187     | Салминское сельское поселение     |
| 26 | Сумериа               | деревня | ↘6        | Импилахтинское сельское поселение |
| 27 | Сюскюя                | деревня | ↘0        | Импилахтинское сельское поселение |
| 28 | Терванселькя          | деревня | →8        | Импилахтинское сельское поселение |
| 29 | Улмалахти             | деревня | →1        | Харлуское сельское поселение      |
| 30 | Ууксу                 | посёлок | ↘214      | Питкярантское городское поселение |
| 31 | Харлу                 | посёлок | ↘871      | Харлуское сельское поселение      |
| 32 | Хийденсельга          | посёлок |           | Ляскельское сельское поселение    |
| 33 | Хямекоски             | деревня |           | Харлуское сельское поселение      |
| 34 | Юляристиоя            | деревня |           | Питкярантское городское поселение |
| 35 | Янис                  | деревня |           | Ляскельское сельское поселение    |
| 36 | Янисъярви             | посёлок | ↗41       | Харлуское сельское поселение      |

## Муниципальное устройство
В рамках организации местного самоуправления в границах района функционирует Питкярантский муниципальный округ.
Ранее в 2004—2023 гг. в существовавший в этот период Питкярантский муниципальный район входили 5 муниципальных образований на нижнем уровне, в том числе 1 городское поселение и 4 сельских поселения.
| № | Муниципальное образование         | Административный центр | Количество населённых пунктов | Население (чел.) | Площадь (км²) |
| - | --------------------------------- | ---------------------- | ----------------------------- | ---------------- | ------------- |
| 1 | Питкярантское городское поселение | город Питкяранта       | 4                             | ↘8407            | 558,59        |
| 2 | Импилахтинское сельское поселение | посёлок Импилахти      | 9                             | ↘589             | 257,41        |
| 3 | Ляскельское сельское поселение    | посёлок Ляскеля        | 5                             | ↘2630            | 288,99        |
| 4 | Салминское сельское поселение     | посёлок Салми          | 9                             | ↘2122            | 843,00        |
| 5 | Харлуское сельское поселение      | посёлок Харлу          | 6                             | ↘987             | 306,56        |

В 2023 году муниципальный район и все входившие в его состав поселения (одно городское и четыре сельских) были упразднены и объединены в Питкярантский муниципальный округ.
Руководители
Главы района — Председатели Совета
- 2018—2023 — Людмила Владимировна Балашова[36]
- с 21 сентября 2023 года — Татьяна Валерьевна Макарова[37]

Главы администрации
- 2021—2023 — Константин Булахов[38]
- с 2023 года (и. о.) — Роман Сергеевич Баранов[37]

## Символика
Герб утверждён в декабре 1990 года (автор — архитектор Г. М. Ярдов).

В верхней части герба на красном фоне название города — административного центра Питкярантского района. Герб представляет собой щит, разделённый горизонтально надвое двумя волнообразными полосами золотистого цвета. Над ними на голубом фоне изображён скрученный в виде реторты парус, бегущий по волнам, символизирующий деятельность предприятий целлюлозно-бумажной промышленности. На нижнем поле зелёного цвета изображены скомпонованные в единый знак стрелы компаса и два скрещенных горных кайла, символизирующие давний промысел по добыче железа и меди.
— Геральдика Карелии

## Экономика
Ведущее место по объёму выпускаемой продукции в районе занимают лесозаготовка, деревообработка, целлюлозно-бумажная промышленность и горнопромышленный комплекс.
- Целлюлозный завод «Питкяранта»
- Ляскельский бумажный завод
- Ладожский лесопильный завод в Хийденсельге
- Каскад гидроэлектростанций на реке Янисйоки (Хямекоски, Харлу и Ляскеля), мощностью 10,48 МВт и годовой выработкой свыше 45 млн кВтч.
- Добыча гранита, полевого шпата, производство щебня.
- Ладожское карьероуправление. Организовано в 1948 году. Первое горное предприятие района. Ныне не работает[39].

## Транспорт
Район связан регулярными междугородними автобусными маршрутами с Петрозаводском, Санкт-Петербургом, Сортавалой. Железнодорожные линии Октябрьской железной дороги — Лодейное поле — Янисъярви на севере района и Суоярви — Сортавала на востоке — связывают район с Петрозаводском, Сортавалой, Санкт-Петербургом.

## Районная газета
Первый номер районной газеты «Новая Ладога» вышел в свет 20 октября 1940 года (в 1941—1944 и 1957—1967 годах газета не выходила).

## Достопримечательности
На территории района более 110 памятников историко-культурного наследия.
- Питкярантский городской краеведческий музей имени В. Ф. Себина
- «Крест скорби» — монумент, посвящённый памяти воинов павших в советско-финской «зимней войне»
- фрагменты «Линии Маннергейма».
- водопад Юканкоски. Водопад находится на реке Кулисмайоки, достигает 17 метров в высоту.
- Памятник «Танк Т-26». Лёгкий танк Т-26, принимавший участие в советско-финской войне, извлечен со дна Ладожского озера и установлен на постамент в 1998 году[42].

В Питкярантском районе расположен и ряд духовных, военно-исторических и архитектурных объектов. Среди них Скорбященская церковь (1910 год) в Орусъярви, кирпичная величественная церковь Николая Чудотворца в Салми (1824—1826 гг.), здание бумагоделательной фабрики в Ляскеля, памятники в Импилахти и другие.